# Pra-Esperanto
Het Pra-Esperanto was een van de andere test-kunsttalen naast het Lingwe Uniwersala. Zamenhof experimenteerde ermee in 1881.
Enkele voorbeelden:
Lingvo universala f.e. grammatiko e verbio

laul trema ridakco del anno 1881, Varsovo.

(Kojpassa i Augusto del anno 1881).
Il kalaj guroj la śemmo rajiśé alia prekalo el di no.

La homoj faktidźé tute buraj, e il plej kalaj guroj

po eć śtel bruligado del śemmo

faktidźé negroj...
Vertaling in het Esperanto:
Lingvo universala t.e. gramatiko kaj vortaro

laŭ-la lasta redakcio de-la jaro 1881, Varsovio

(Komencita en Aŭgusto de-la jaro 1881).
En-la varmaj landoj la suno radias alian varmegon ol ĉe ni.

La homoj fariĝas tute brunaj, kaj en-la plej varmaj landoj

ili eĉ pro bruligao de-la suno

fariĝas negroj.

## Grammatica
1. Er zijn accenten boven medeklinkers en klinkers. Als er een accent op een klinker staat betekent het, dat de lettergreep met die klinker de klemtoon heeft. Zijn er geen accenten, dan valt de klemtoon op de voorlaatste lettergreep. De uitspraak van accenten op medeklinkers is als volgt: ć (nu ĉ) = tsj, ś (nu ŝ) = sj, ź (nu ĵ) = zj, dź (nu ĝ) = dzj.
2. Het bepaalde lidwoord la is onveranderlijk; het verandert niet, zoals in Lingwe Uniwersala, in las bij zelfstandige naamwoorden in het meervoud. De a kan wegvallen na een voorzetsel dat op een klinker eindigt; de overgebleven l wordt dan aan het voorzetsel vastgeschreven.
3. Zelfstandige naamwoorden eindigen op -o en het meervoud is -oj. Er is een aparte uitgang voor zelfstandige naamwoorden die op vrouwen slaan. Dat is -aŭ in het enkelvoud, en -aŭs in het meervoud.
4. Bijvoeglijke naamwoorden eindigen op -a en het meervoud is -aj.
5. Persoonlijke voornaamwoorden zijn (huidige Esperanto-vormen zijn vermeld tussen haakjes): mo (mi), to (ci), ro (voor li en ĝi), śo (ŝi), no (ni), vo (vi), po (ili). Het wederkerend persoonlijk voornaamwoord is si (si). Nederlands "men" is o (oni).
6. Akuzativo (vierde naamval) wordt gevormd door -l achter zelfstandige naamwoorden en persoonlijke voornaamwoorden, zover de uitspraak dat mogelijk maakt.
7. Persoonsvormen van werkwoorden worden gevormd als volgt: -é voor de tegenwoordige tijd, -á voor de verleden tijd, deelwoord met -u, toekomende tijd met -uj, conditionalis met -as, gebiedende wijs met -ó en infinitief met -i.
8. Bijwoorden eindigen met -e.
9. De korelativoj van Pra-Esperanto zijn als volgt (waarin de eerste kolom samen met de eerste regel de huidige vormen voorstellen):

|       | -o  | -u  | -a  | -e  | -al | -el | -am  | -om |
| ----- | --- | --- | --- | --- | --- | --- | ---- | --- |
| i-    |     |     |     |     |     |     | kan  |     |
| ti-   | fo  | fu  | fa  | fi  | fej | fe  | fan  |     |
| ki-   | kvo | kvu | kva |     |     | kve | kvan |     |
| ĉi-   | ćio | ćiu |     | ćii |     |     | kvan |     |
| neni- | fio | fiu |     |     |     |     | kvan |     |